# اراسنج جدید
آراسنج پایین روستایی در بخش مرکزی شهرستان بوئین زهرا در استان قزوین است.
در این روستا دو مسجد و چهار مدرسه بنیاد نهاده شده اند.
مهاجران بسیاری از استان های مختلف کشورمان در این روستا سکنی گزیده اند.مجاورت با شهرک صنعتی آراسنج این روستا را در آستانه‌ی تغییرات بزرگی قرار داده است.

## آراسنج پژوهی
آراسنج جدید روستایی آباد و با مردمانی خون گرم است.
قنات های جاری روستا آراسنج و جیرینده(یا جرنده) مظهر صفا و زلالی و جوشش زندگی هستند.
زبان ترکی زبان بومی مردم روستاست.دیانت و تقوای مردم اصیل روستا شهره ی عام و خاص شهرستان بوئین زهراست.